# Каплиця Боїмів
Капли́ця Бої́мів — пам'ятка сакральної архітектури у Львові на площі Катедральній, 1. Одна з найкращих пам'яток пізнього Ренесансу у Львові.

## Відомості
Каплиця збудована в 1609–1615 роках (за іншими даними у 1606–1615 роках) над фамільним гробівцем родини львівських патриціїв угорського походження Боїмів. Каплицю побудовано на території тогочасного міського цвинтаря, поблизу Латинського собору. Усипальницю для родини замовив і розпочав Георгій Боїм, а завершував його син Павло Боїм. Всього в каплиці поховано 14 осіб з роду Боїмів.
Імена творців каплиці точно не відомі. За найобґрунтованішою версією, її будівничим був архітектор з Вроцлава Андреас Бемер, який у ті часи побудував ратушу, оздобив сусідню каплицю Кампіянів. Прототипом каплиці Боїмів, ймовірно, є усипальниця Зиґмунтовська (Сиґізмундівська) у замку Вавель у Кракові.
У другій половині XVIII-го століття поховання з каплиці Боїмів перенесені на львівські цвинтарі, а ключі від неї, згідно з заповітом Георгія Боїма, передано до катедри.
У каплиці відбувся парастас за померлим головою товариства «Рідна школа» Антіном Гладишовським.
У 1945 році радянська влада закрила каплицю для відвідувачів. Однак з 1969 року сакральна споруда увійшла як окремий відділ до Львівської картинної галереї, її знову відкрито для відвідувачів. Відділ у складі галереї працює й донині з 10:00 до 17:00 крім понеділка.

## Архітектурні особливості

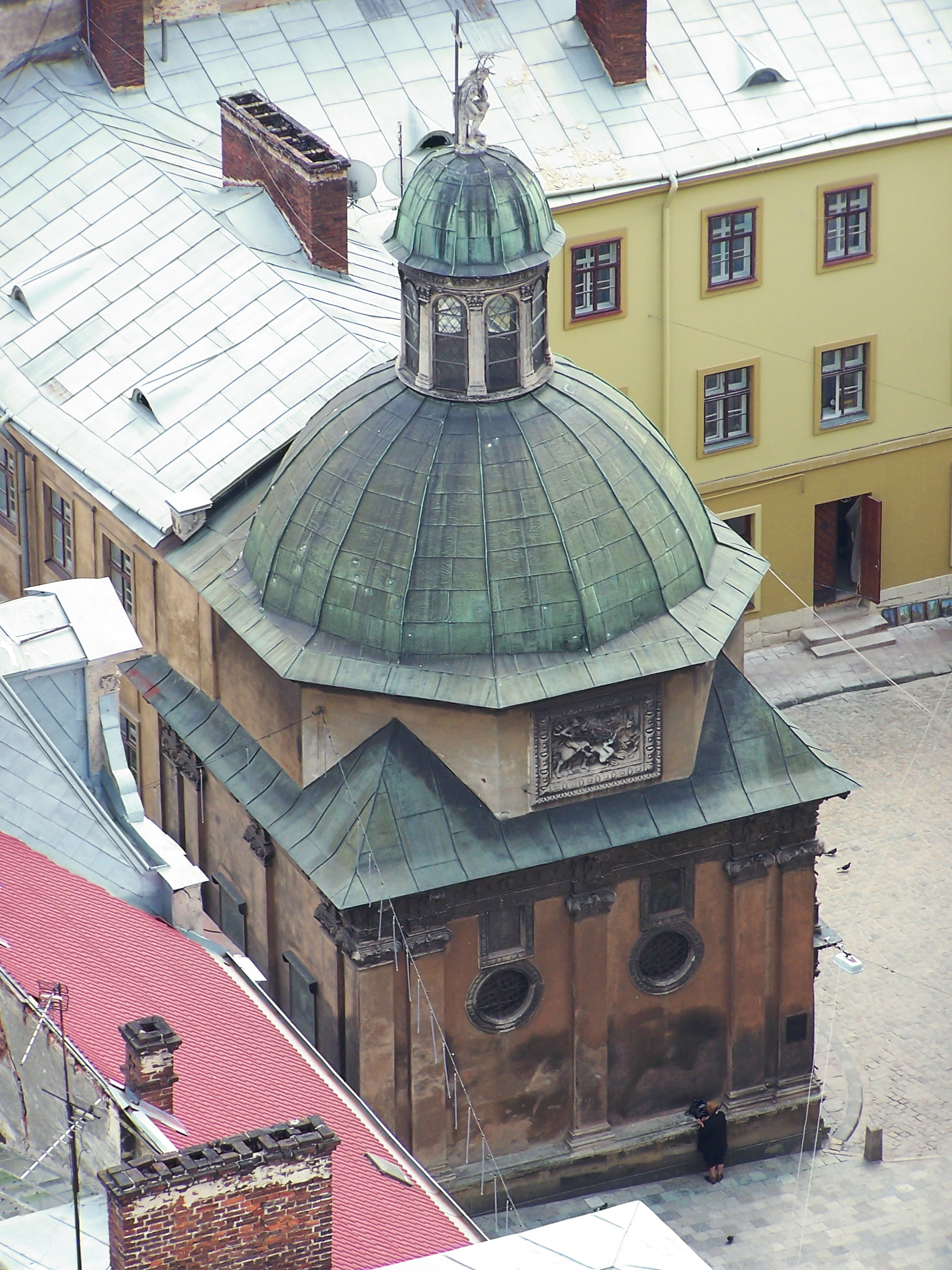
Каплиця Боїмів. Загальний вигляд з північного фасаду. Вигляд з ратуші

Зовні каплиця своєю архітектурно-об'ємною композицією нагадує прикарпатські церкви XVII-го століття. Квадратна у плані, будівля увінчана восьмериком бані з восьмигранним світловим ліхтарем. Верхній купол завершено хрестом з фігурою Ісуса.
Архітектурний стиль каплиці визначають як зрілий ренесанс з переходом до бароко. Також його характеризують як найхарактерніший взірець північного маньєризму в Україні. Архітектурний об'єм має характерну для доби Ренесансу центричну композицію, розбивку зовнішніх стін пілястрами іонічного ордера, розвинений вінцевий карниз.
У замітці про каплицю в «Енциклопедії українознавства» стверджували, що різьба фасаду «скомпонована за принципом українського іконостасу».

## Зовнішнє оформлення
Стіни каплиці орієнтовані строго за сторонами світу. Південна закрита житловим будинком, що прибудований впритул до каплиці у XIX-му столітті.

### Західна стіна

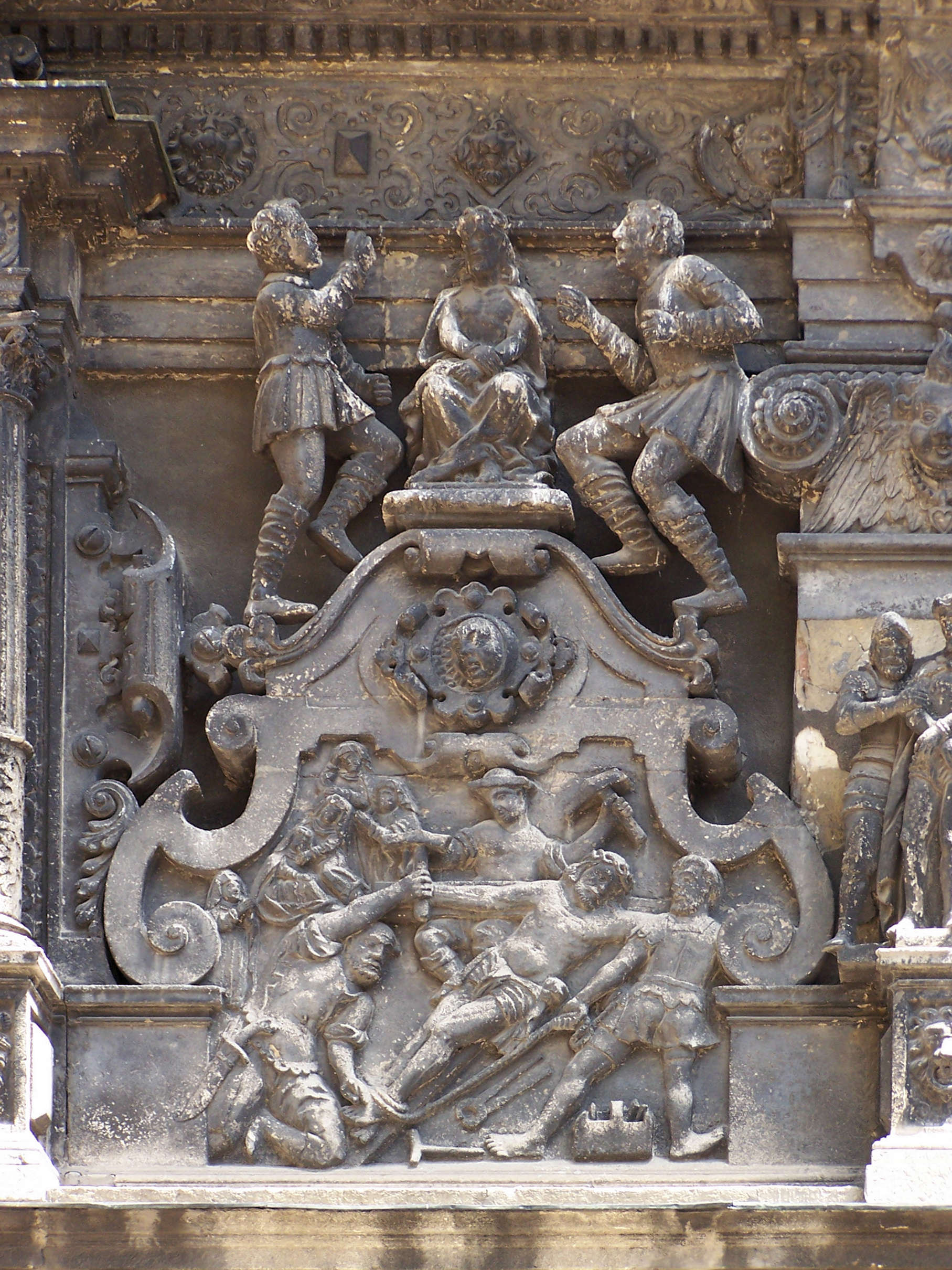
Каплиця Боїмів. Фрагмент фасаду. Композиція «Зняття з хреста»

Найнасиченішим декоративними елементами є головний, західний фасад каплиці. Відомо, що скульптурну декорацію західного фасаду створено на другому етапі будівництва каплиці у 1611–1615 роках. Її автором вважають майстра з Вроцлава Гануша Шольца. Протягом останніх двох століть мистецтвознавці не раз нарікали на невисокий художній рівень цієї скульптурної декорації. На відміну від східного і північного фасадів, західний розчленовано шістьома колонами по вертикалі і двома карнизами по горизонталі. Декоративні рельєфи західного фасаду розташовані у трьох ярусах.
У другому ярусі в картушах над скульптурними зображеннями пророків розташовані цитати із Біблії латинською мовою (на фасаді зліва направо):
- «Morte turpissima condemnemus/ eum sapi I» («Засудімо його на смерть ганебну» (Кн. Мудрости 2.20) — над святим Петром;
- «Foderunt manus meos et pedes meos/ DA Psal. XXI» («Прокололи вони мої руки та ноги мої» (Псал. 22 (21). 17);
- «Corpus meum dedi percucientibus et genas vellentibus/ Esai. L» («Підставив я спину свою тим, хто б'є, а щоки свої щипачам» (Ісаї 50.6);
- «Mittamus lignum in panem eius. Et eradamus eum de terra viventium /Ier: XI» («Зрубаймо це дерево з плодом його, і з краю живих його витнім» (Єремії 11.19));
- «Et post hebdomadas LXII occidetur Christus /DAN. IX» («А по 62-х тижнях буде погублений месія» (Даниїла 9.26);
- «Et appenderunt mercedem meam XXX argenteos /Zach XI» («І вони платню мою відважили — тридцять срібняків» (Захарії 11.12) — над входом;
- In Virga percutien[t] maxillam ivdicis /Mich. V. («Тростиною б'ють по щоці суддю» (Міхея 4.14)) — над входом;
- «Et dicent non est Rex Noster /Ose X» («І скажуть вони: нема в нас Царя» (Осії 10.3) — над святим Павлом.[5]

Найбільш насиченим рельєфними зображеннями є третій ярус. Він складається з композицій на тему Страстей Христових: «Бичування», «Несення хреста», «Розпинання», «Зняття з хреста». Завдяки виразності пластики ці композиції та композиції інтер'єру називають «Біблією для бідних», оскільки не треба знати грамоти, щоби зрозуміти суть.

### Східна стіна
Виходить на вулицю Галицьку, розчленована п'ятьма пілястрами і прикрашена двома фресковими портретами — самого Георгія Боїма та його дружини Ядвіґи «de Nisniovs». Портрети створені 1617 року, їх приписують Джованні Джіані (Jan Giani). Під портретом засновника каплиці — напис латинською: «Георгій Боїм. Львівський райця, фундатор цієї каплиці. Року: 1617». А під портретом його дружини напис має такий зміст: «Ядвіґа з Нижньовських Боїм» (лат. Hedvygis de Nisniovs Boim).

### Північна стіна
Також розчленована пілястрами. Має два фрескові зображення: Богоматері та Ісуса Христа. Вище, на одній зі сторін восьмигранного барабана — один із найкрасивіших львівських рельєфів — «Юрій Змієборець». Взагалі образ святого Юрія (патрона Георгія Боїма) принаймні тричі зустрічається в декоративному оформленні каплиці. Вважається, що автором фресок і барельєфа, а також скульптурних зображень над капітелями пілястр, є Андреас Бемер.

### Купол каплиці

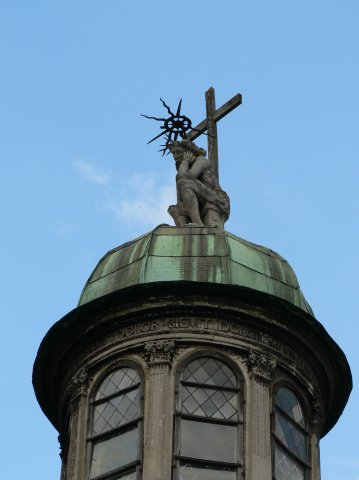
Каплиця Боїмів. Купол каплиці. Образ Христа Засмученого

Ще однією незвичною особливістю зовнішнього виду каплиці є фігура Христа на куполі. Це мало розповсюджений у християнській іконографії образ Христа Засмученого (пол. Chrystus frasobliwy, англ. Pensive Christ). Незвичність цього варіанту скульптури у тому, що, на відміну від усіх інших зображень сидячого Христа, тут Христос спирається щокою на ліву руку, а на більшості відомих зображень — на праву.
Під Христом купол «оперізує» такий напис латинською мовою: «Гляньте й побачте, усі, хто дорогою йде: чи є такий біль, як мій біль? Плач Єремії 1.12».

## Інтер'єр каплиці
Композиційно і стилістично пов'язаний з її зовнішнім виглядом. Завдяки майстерності архітекторів, зсередини каплиця виглядає значно більшою і вищою, аніж ззовні. Вівтарна стіна, що зливається з чашею куполу каплиці, створює атмосферу піднесення.
Більшість скульптурних робіт в інтер'єрі каплиці виконав Йоган Пфістер. Для оздоблення він використав матеріали з місцин, неподалік від Львова. Нижній ярус вівтаря, як і фасад — з полянського вапняку (поклади біля села Поляна). Верхній ярус вівтаря та підкупольні рельєфи виконано у техніці стюко (із застосуванням суміші вапна, гіпсу й меленого алебастру або мармуру). Деякі скульптурні композиції створені з застосуванням чорного мармуру та білого або сірого алебастру, який на той час був відомий під назвою «русинський мармур».

### Вівтар
Вівтарні композиції — центр інтер'єру. Вони розміщені на східній внутрішній стіні каплиці, навпроти входу. Площина вівтарної стіни поділена карнизами на три яруси, щільно заповненими скульптурними творами. Найважливіші композиції розташовані у двох верхніх ярусах.
Нижній ярус відділено карнизом, який спирається на фігури чотирьох пророків. Двоє дверей прикривають вівтарні ніші. На зовнішньому боці лівих дверей зображено Ісуса Христа, на правих — Діву Марію. У оздобленні дверей використані різноманітні техніки — викладання (інтарсія), різьблення по дереву, кування й розпис.
Головна тема вівтарних композицій — Страсті Христові. Центральною композицією є «Моління про чашу». На невеликій площі авторам вдалося розмістити всіх учасників подій у Гетсиманському саду: Христа, який спілкується з ангелом, сплячих апостолів Петра, Якова та Іоана і стражників, яких веде Юда.
Ліворуч від «Моління про чашу» — композиція «Таємна вечеря». У правому нижньому куті композиції, під лавою Іуди, вишкірився злосливою посмішкою диявол. Праву частину середнього ярусу займає композиція «Омивання ніг».
Середній ярус вівтаря відділено від верхнього карнизом. Він спирається на фігури чотирьох євангелістів, котрі позасинали сидячи. Верхній ярус вівтарної стіни складається з дещо менших за розмірами композицій: «Поклоніння агнцеві» і над нею — «Страшний Суд». Доповненням до сюжету «Поклоніння агнцеві» є чотири жіночих фігури, що уособлюють Справедливість(лат. Justicia), Любов (лат. Charitas), Терпіння (лат. Paciencia) і Віру (лат. Fides).

### Епітафії й портрети
На південній стіні розміщено ще два відомі твори Й. Пфістера епітафії Боїмам та зятеві Г. Боїма — Й. Бреслеру. Епітафія Боїмів виконана з чорного мармуру і білого та сірого алебастру. Найвиразнішою частиною епітафії є скульптурна група «Пієта» (оплакування). У центрі групи Марія, яка тримає на руках тіло Христа, по боках — Георгій і Ядвіга Боїми на колінах, в двох верхніх ярусах — діти й онуки Боїмів.
Над вхідними дверима до каплиці розміщено два зразки образотворчого мистецтва XVII століття. Це портрети Георгія Боїма і його сина Павла. Ім'я автора портретів точно не відоме, хоча існує думка, що ним був Матей Домарацький (Домарацький Матвій). Портрет Георгія Боїма — перший міщанський портрет, виконаний у Львові.

### Купол каплиці
Внутрішня чаша купола каплиці є одним з найважливіших елементів ансамблю, який довершує цілісність комплексу. У нижній частині купола — три ряди кесонів, по дванадцять у кожному ряді. У третьому, найвищому ряді, у заглибленнях п'ятеро ангелів тримають частини фрази латинською мовою з Об'явлення (Одкровення) Івана Богослова: «Sanctus sanctus sanctus Dominus Deus» («Свят, свят, свят Господь Бог»).
Розміри кесонів зменшуються з наближенням до верхівки купола. Таке їх розташування, вдало вибраний блакитний колір тла, а також восьмигранний світловий ліхтар, створюють враження значно більшої висоти каплиці, аніж вона є насправді.
Над світловим ліхтарем розміщена верхня частина купола, прикрашена вісьмома барельєфами ангелів. Вони тримають у руках пергаменти з цитатою із латинської літургії: «Gloria in excelsis Deo et pax hominibus bonae voluntatis» («Слава во вишніх Богу і мир людям доброї волі»). На самому вершечку купола — дещо стилізоване фрескове зображення Святої Трійці.
Освітлення внутрішнього простору каплиці забезпечують також три круглі вікна. Два з них — у верхній частині північної стіни та ще одне — у верхній частині підкупольного восмерика на західному фасаді. Додаткове освітлення нижнього ярусу забезпечують чотири нижніх вікна головного фасаду.

Інтер'єр каплиці Боїмів
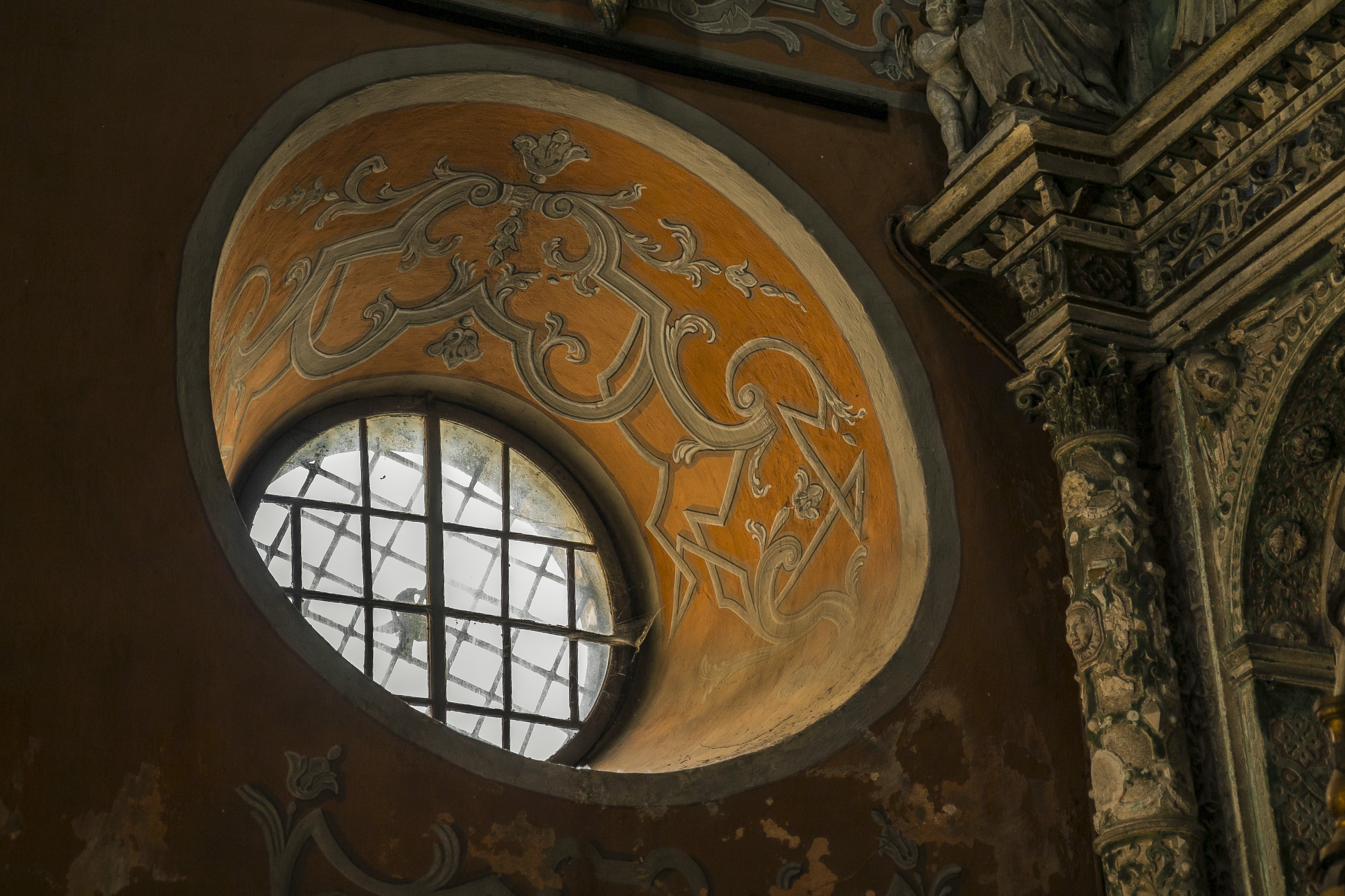
Круглі вікна
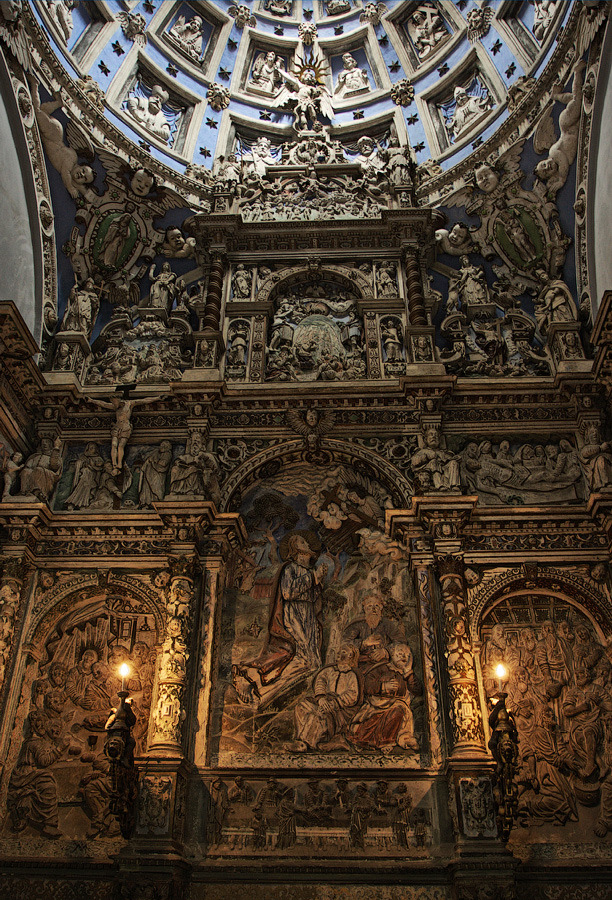
Вівтар
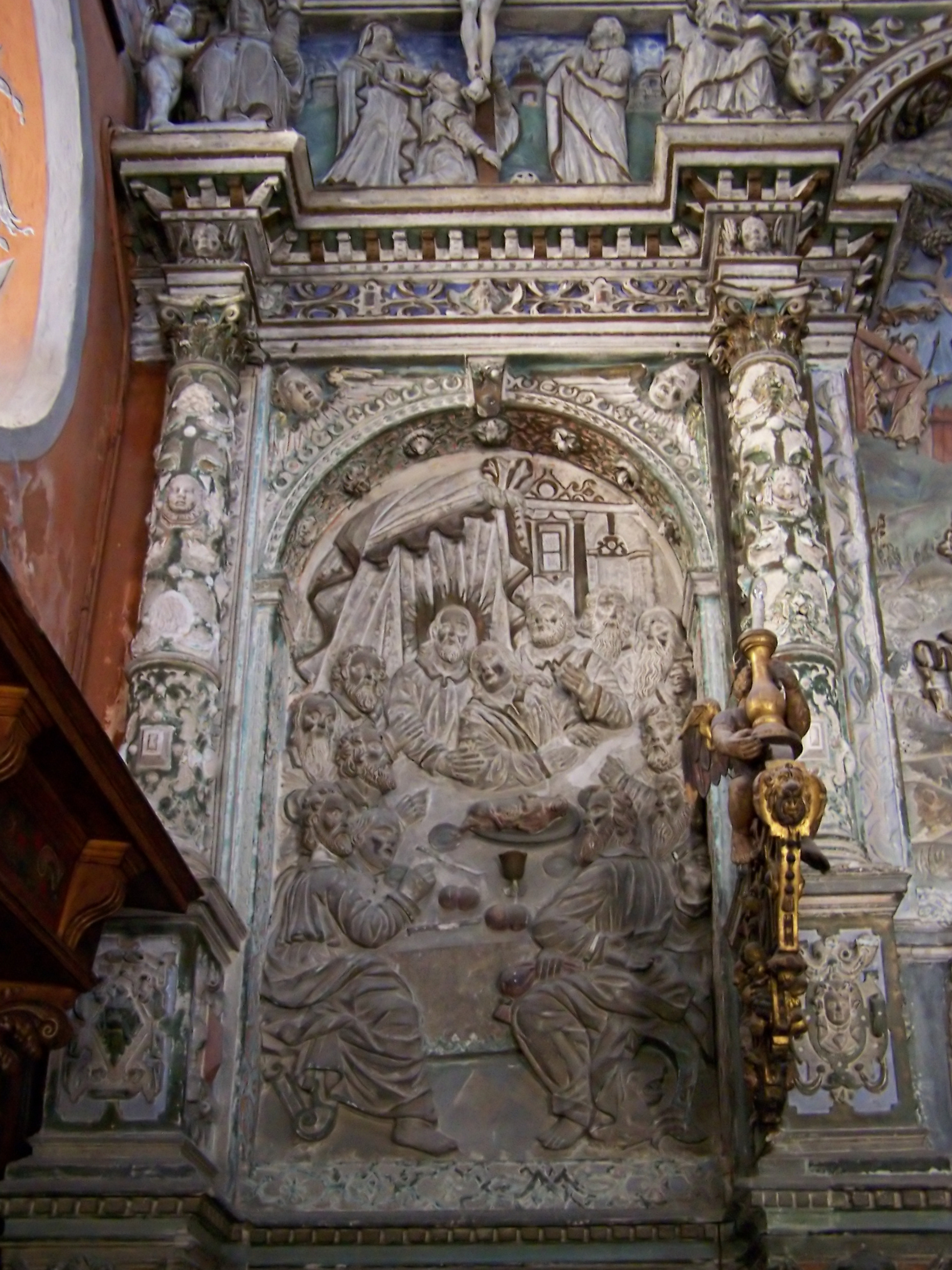
Вівтар. Композиція «Таємна вечеря»
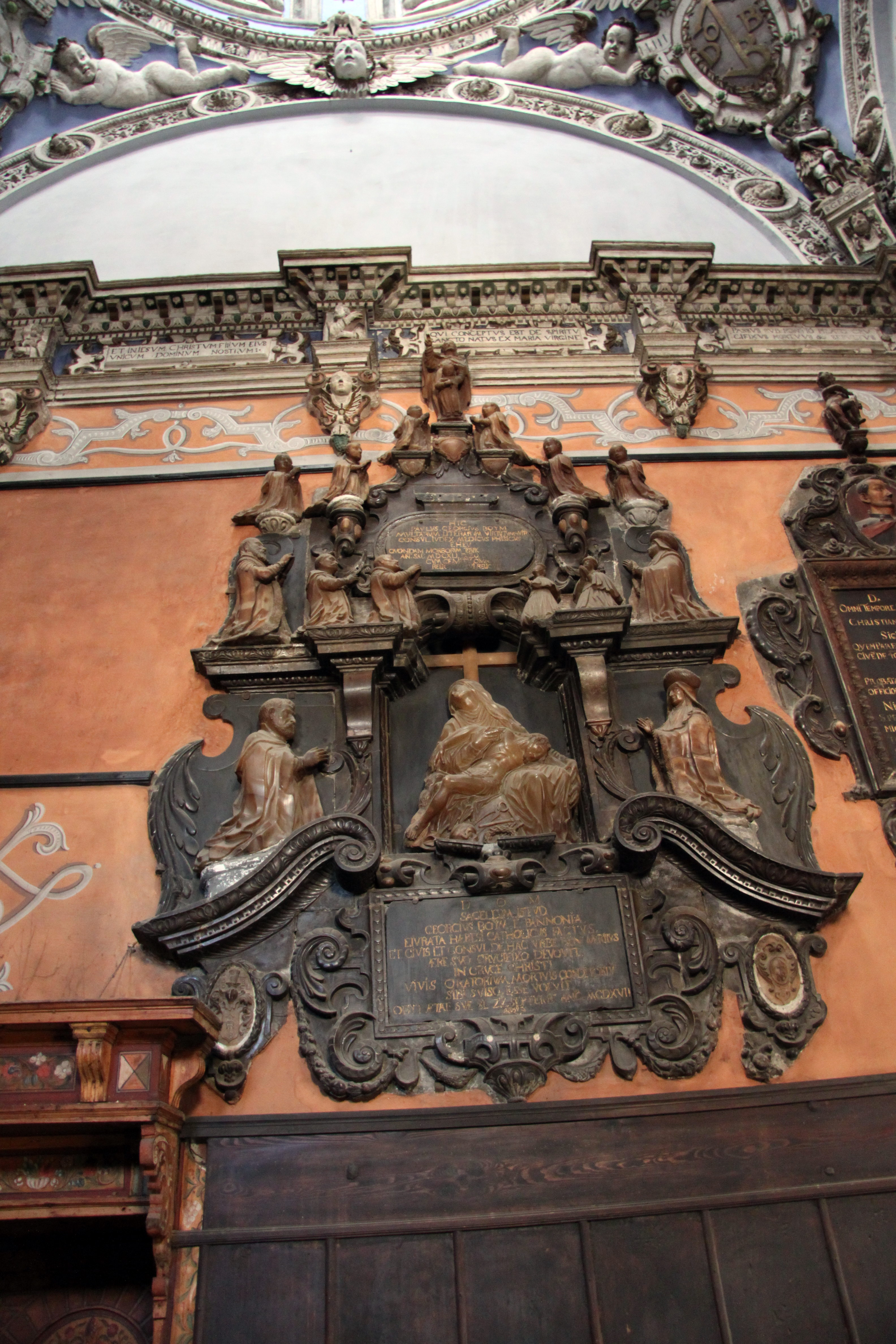
Епітафія Боїмам
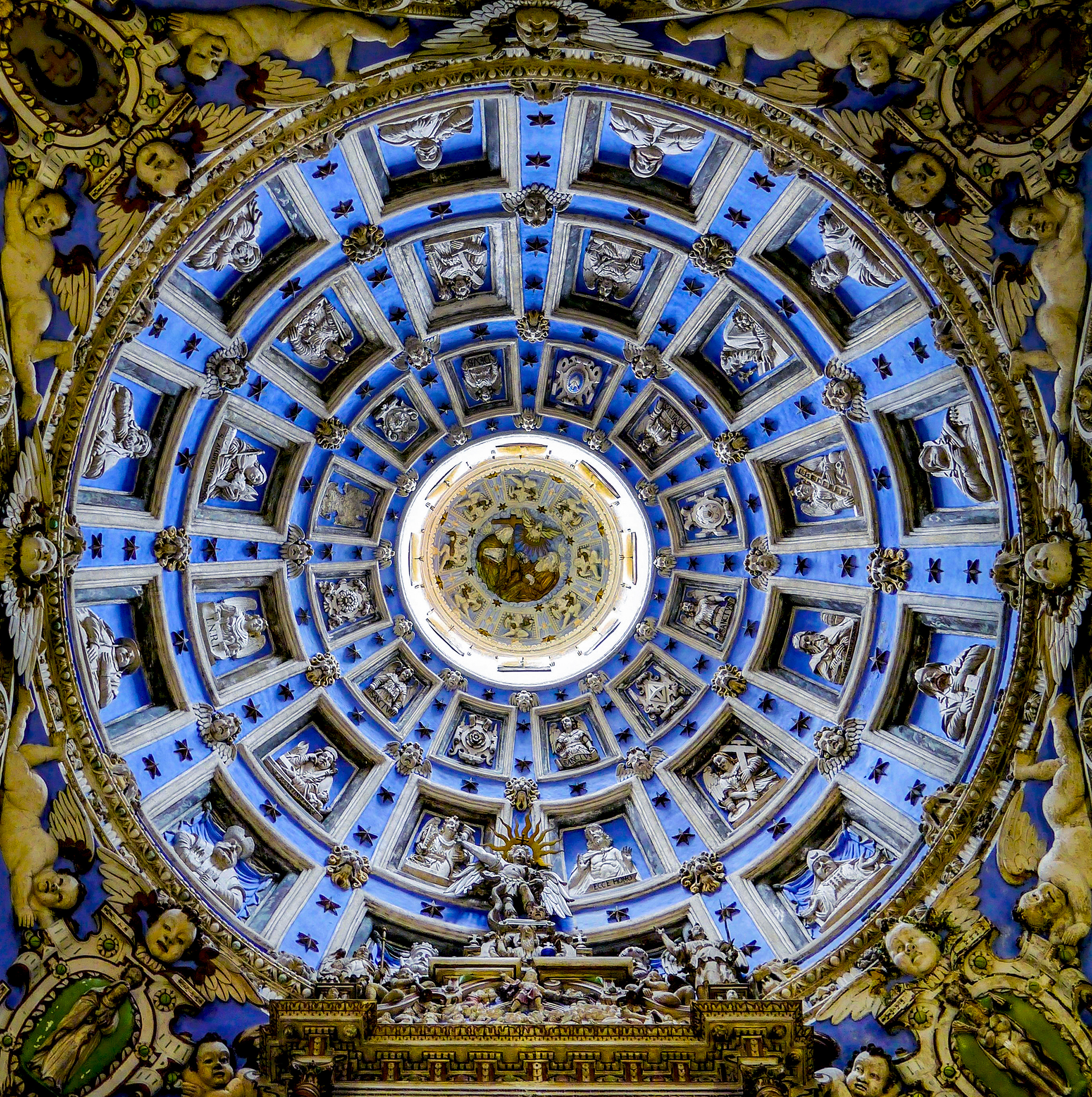
Внутрішня чаша куполу каплиці Боїмів з трьома рядами кесонів

## Легенди та цікавинки
- Каплицю Боїмів також називали Оґруйцовою — від польського слова «ogrójec» (сад). Це пов'язано з тим, що над престолом є барельєф, що зображає Христа в Гетсиманському саду.
- Каплиця Боїмів славна цікавою енергетикою: працівниця музею розповідала, що якось забула в закутку каплиці кошик з яблуками; більше аніж через півтора року вона несподівано на нього наштовхнулася і виявила, що яблука за цей час абсолютно не втратили своєї соковитості та аромату.[6]
- У вівтарній частині каплиці міститься «Таємна вечеря», цікава постаттю Юди, який вже отримав срібняки за зраду Христа і тому з-під його крісла шкірить зелені зуби диявол. Саме через це відтворення диявола тодішній архієпископ не хотів висвятити каплицю.[7]